# Thomas J. Scheff
Thomas J. Scheff (geb. 1929) ist ein amerikanischer Soziologe, der sich vor allem auf Gefühle, soziale Beziehungen, psychische Krankheiten, Gerechtigkeit und kollektive Gewalt spezialisiert hat. Er erhielt 1950 einen  Bachelor of Arts in Physik an der University of Arizona und promovierte 1960 an der University of California, Berkeley in Soziologie. Er lehrte an der University of Wisconsin-Madison von 1959 bis 1963, bevor er Professor für Soziologie an der University of California, Santa Barbara wurde.
Er hat die California State Legislature beraten.

## Werke

### Monographien
- 2011 What’s Love Got to Do with It? The Emotional World of Pop Songs. Boulder, CO: Paradigm Publishers
- 2006 Goffman Unbound: A New Paradigm for Social Science. Paradigm Publishers.[2]
- 2002 Toward a sociological imagination: bridging specialized fields. Co-edited with Bernard Phillips and Harold Kincaid. University Press of  America[3]
- 1997 Emotions, the Social Bond, and Human Reality: Part/Whole Analysis Cambridge University Press
- 1996 Strategy for Community Conferences: Shame and the Social Bond (with S. Retzinger, B. Galaway and J. Hudson, Eds.). International Perspectives on Restorative Justice. Crim. Justice Press
- 1996 Crime, Shame, and Community: Mediation against Violence. Wellness Foundation/ U. of California, Distinguished Lecture Series, Vol. VI.
- 1994 Bloody Revenge: Emotion, Nationalism and War. Westview Press.
- 1991 Emotion and Violence: Shame and Rage in Destructive Conflicts. (with S. M. Retzinger) Lexington Books. (Reissued in 2001 by iUniverse)
- 1990 Microsociology: Emotion, Discourse, and Social Structure. Univ. of Chicago Press
- 1979 Catharsis in Healing, Ritual and Drama University of California Press (Reissued by iUniverse 2001)
- 1975 Labeling Madness. Spectrum Books[4]
- 1967 Mental Illness and Social Processes. Harper and Row, (edited collection of articles)[5]
- 1966 Being Mentally Ill: A Sociological Theory. Aldine Press. New Editions, 1984, and 1989.